# Lauren Kozal
Lauren Kozal (* 11. Juli 2000 in Ada, Michigan) ist eine US-amerikanische Fußballspielerin, die auf der Position der Torhüterin spielt. Sie stand unter anderem bei den Portland Thorns FC in der National Women’s Soccer League (NWSL) unter Vertrag und spielte leihweise für Tampa Bay Sun FC in der USL Super League. Seit 2024 spielt sie für den Schweizer Fußballclub Grasshopper Club Zürich (GC).

## Werdegang
Kozal besuchte die Forest Hills Northern High School, wo sie im Varsity-Team sowohl Fußball als auch Basketball spielte. In ihrem Junior-Jahr war sie Kapitänin der Fußballmannschaft und dreimalige Kapitänin des Basketballteams der Mädchen.
Kozal gewann vier aufeinanderfolgende State-Cup-Meisterschaften mit Midwest United FC und war Mitglied der Nachwuchsakademie des Vereins.

### Vereine
Im Jahr 2022 absolvierte Kozal acht Einsätze für Midwest United FC in der USL W League. Im Jahr 2023 wurde sie beim 2023 NWSL Draft von Portland Thorns FC an 32. Stelle ausgewählt. Kozal unterschrieb einen Einjahresvertrag mit dem Verein, mit der Option auf ein weiteres Jahr. Im September 2024 verlieh Portland Kozal für den Rest der NWSL-Saison an den Klub Tampa Bay Sun FC aus der USL Super League. Sie gab ihr Debüt für die Sun am 2. Oktober bei einem 3:0-Sieg gegen DC Power FC. Am 11. Dezember 2024 gab Portland bekannt, dass Kozals Vertrag ausgelaufen sei und sie nun vertragsfrei ist. Seit 2024 spielt sie bei GC Frauenfußball.

## Erfolge
Lauren Kozal wurde im Februar 2023 in die US-amerikanische U-23-Nationalmannschaft berufen, um an zwei Freundschaftsspielen gegen Frankreich teilzunehmen. Sie kam in beiden Spielen jeweils in einer Halbzeit zum Einsatz.